# Frente de ar
Denomina-se frente de ar a área de encontro de uma massa de ar quente com uma massa de ar frio ou vice-versa.